# Valeriana palmatiloba
Valeriana palmatiloba är en kaprifolväxtart som beskrevs av F. G. Meyer. Valeriana palmatiloba ingår i släktet vänderötter, och familjen kaprifolväxter. Inga underarter finns listade i Catalogue of Life.